# ムハマド・リアン・アルディアント
ムハマド・リアン・アルディアント（英語: Muhammad Rian Ardianto、1996年2月13日 - ）は、インドネシアの男子バドミントン選手。BWF世界ランキング最高位は1位。

## 経歴
ジュニア時代は、世界ジュニア選手権で銀メダル2つと銅メダル1つを獲得している。また、アジアジュニア選手権でも銅メダルを獲得している。
2014年7月から、同国のファジャル・アルフィアンとペアを組みはじめる。
2016年の台湾オープンで優勝している。2019年の世界選手権では銅メダルを獲得した。2020年のトマス杯において、インドネシアの優勝に貢献した。
2022年には、8つの大会で決勝戦まで進み、そのうちスイス・オープン、インドネシア・マスターズ、マレーシア・マスターズ、デンマーク・オープンの4つの大会で優勝した。そして同年の最後の週には、世界ランキング1位を達成した。
2023年のマレーシア・オープンでは、決勝で中国の梁偉鏗 / 王昶ペアと対決し、21-18、18-21、21-13のファイナルまで及ぶ試合を勝利し、BWFワールドツアースーパー1000のタイトルを初めて獲得した。
BWFワールドツアーファイナルズでは、グループリーグを1位通過するが、準決勝で梁偉鏗 / 王昶に敗れ敗退した。